# Leon Andreasen
Leon Hougaard Andreasen (nacido el 23 de abril de 1983) es un exfutbolista danés. Nacido en Aidt Thorsø, Aarhus, comenzó a jugar en el club local Hammel GF, antes de irse al equipo juvenil del Aarhus GF en 1999. Firmó su primer contrato en el 2001, jugando normalmente como defensa central. 

## Carrera
El 1 de julio del 2005 se fue a Alemania para jugar por el Werder Bremen. Dada la lesión del defensor Finés Petri Pasanen, Andreasen jugó 12 de los primeros 17 partidos de liga para el Werder Bremen. Cuando Pasanen se recuperó en diciembre de 2005, Andreasen fue regularmente relegado a ser suplente durante la segunda parte de la temporada. En mayo de 2006, fue convocado para la Selección Danesa Sub-21 para participar en el Campeonato Europeo Sub-21 organizado por la UEFA.
Durante su segunda temporada en el Werder Bremen, Andreasen solo jugó cuatro partidos en la primera mitad de la temporada. En enero de 2007, fue prestado al club rival Mainz 05. Hizo su debut en dicho equipo el 27 de enero contra el Bochum, como volante de contención, llegando a marcar cuatro goles en sus primeros siete partidos con el Mainz. Aunque no pudo hacer nada para evitar que el Mainz se viera relegado, su estadía en el club fue un gran suceso. En marzo de 2007, fue llamado a la Selección de fútbol de Dinamarca por el técnico Morten Olsen. Hizo su debut contra España, donde reemplazó a  Martin Jørgensen durante el primer tiempo, antes de ser substituido por Nicklas Bendtner durante la segunda mitad.  
Se unió al Fulham en enero de 2008 con una cláusula de tres años y medio, comprometiéndose a quedarse en el club hasta el verano del 2011.

## Goles internacionales
| # | Fecha                   | Lugar                 | Oponente         | Marcador | Resultado | Competencia                            |
| - | ----------------------- | --------------------- | ---------------- | -------- | --------- | -------------------------------------- |
| 1 | 2 de junio de 2007      | Copenhague, Dinamarca |                  | 3-3      | 0-3       | Clasificatoria Mundial 2006 de la UEFA |
| 2 | 1 de abril de 2009      | Copenhague, Dinamarca |                  | 3-0      | 3-0       | Clasificatoria Mundial 2010 de la UEFA |
| 3 | 6 de septiembre de 2013 | Ta' Qali, Malta       | Bandera de Malta | 1-0      | 2-1       | Clasificatoria Mundial 2014 de la UEFA |

## Clubes
| Club                         | País       | Año       |
| ---------------------------- | ---------- | --------- |
| Aarhus GF                    | Dinamarca  | 2001-2005 |
| SV Werder Bremen             | Alemania   | 2005-2008 |
| 1. FSV Mainz 05 (a préstamo) | Alemania   | 2006-2007 |
| Fulham                       | Inglaterra | 2008-2009 |
| Hannover 96                  | Alemania   | 2009-2016 |